# Basketball Champions League Americas 2019-2020
La Basketball Champions League Americas 2019-2020 è stata la 1ª edizione del massimo campionato tra club americani organizzato dalla FIBA Americas. In totale si tratta della 13ª stagione della principale competizione americana per club di pallacanestro. La competizione è iniziata ad ottobre 2019 con la fase a gironi e si concluderà ad aprile 2020.
Il San Lorenzo è la squadra campione in carica, avendo vinto l'edizione 2019 della FIBA Americas League.
La competizione è stata sospesa il 14 marzo 2020 a causa della pandemia di COVID-19; solo il 27 ottobre la competizione riparte con la gara-3 tra Quimsa e San Lorenzo.
Il torneo è stato vinto dal Quimsa che ha battuto in finale il Flamengo per 92-86.

## Squadre partecipanti
Alla competizione prendono parte dodici squadre provenienti da sette nazioni diverse, le quali sono state annunciate il 1º ottobre 2019.

### Squadre
| Fase a gironi      | Fase a gironi        | Fase a gironi     | Fase a gironi       |
| ------------------ | -------------------- | ----------------- | ------------------- |
| San LorenzoCA (1°) | Flamengo (1°)        | Aguada (1°)       | Capitanes C.M. (2°) |
| IACC Córdoba (2°)  | Franca (2°)          | Club Biguá (WC)   | C.D. Valdivia (1°)  |
| Quimsa (PR)        | Mogi das Cruzes (3°) | Fuerza Regia (1°) | Real Estelí (WC)    |

Legenda:
- 1°, 2°, ecc.: Posizioni in campionato prima dei playoff
- CA: Vincitrice FIBA Americas League
- PR: Vincitrice torneo di qualificazione
- WC: Wild Card

## Fase a gironi
Le dodici squadre partecipanti sono state sorteggiate per comporre quattro gruppi da tre squadre ciascuno, tenendo conto della posizione geografica. In ogni gruppo, le squadre giocano l'una contro l'altra sia in casa che in trasferta, in un girone all'italiana. Le prime due squadre di ogni girone, avanzano poi ai quarti di finale.

### Gruppo A
| Pos | Squadra         | G | V | P | PF  | PS  | DP  | Pt | Qualificazione                  |  | SLR   | MDC    | BIG    |
| --- | --------------- | - | - | - | --- | --- | --- | -- | ------------------------------- |  | ----- | ------ | ------ |
| 1   | San Lorenzo     | 4 | 4 | 0 | 390 | 335 | +55 | 8  | Qualificate ai quarti di finale |  | —     | 107–78 | 104–88 |
| 2   | Mogi das Cruzes | 4 | 2 | 2 | 339 | 355 | −16 | 6  | Qualificate ai quarti di finale |  | 78–82 | —      | 91–76  |
| 3   | Club Biguá      | 4 | 0 | 4 | 345 | 384 | −39 | 4  |                                 |  | 91–97 | 90–92  | —      |

### Gruppo B
| Pos | Squadra | G | V | P | PF  | PS  | DP  | Pt | Qualificazione                  |  | QUI     | FRA   | AGU   |
| --- | ------- | - | - | - | --- | --- | --- | -- | ------------------------------- |  | ------- | ----- | ----- |
| 1   | Quimsa  | 4 | 3 | 1 | 367 | 330 | +37 | 7  | Qualificate ai quarti di finale |  | —       | 98–92 | 87–61 |
| 2   | Franca  | 4 | 2 | 2 | 349 | 324 | +25 | 6  | Qualificate ai quarti di finale |  | 74–82   | —     | 95–94 |
| 3   | Aguada  | 4 | 1 | 3 | 308 | 370 | −62 | 5  |                                 |  | 103–100 | 50–88 | —     |

### Gruppo C
| Pos | Squadra       | G | V | P | PF  | PS  | DP  | Pt | Qualificazione                  |  | FLA   | INS   | VAL   |
| --- | ------------- | - | - | - | --- | --- | --- | -- | ------------------------------- |  | ----- | ----- | ----- |
| 1   | Flamengo      | 4 | 4 | 0 | 338 | 301 | +37 | 8  | Qualificate ai quarti di finale |  | —     | 81–76 | 82–71 |
| 2   | IACC Córdoba  | 4 | 2 | 2 | 325 | 308 | +17 | 6  | Qualificate ai quarti di finale |  | 75–83 | —     | 92–67 |
| 3   | C.D. Valdivia | 4 | 0 | 4 | 294 | 348 | −54 | 4  |                                 |  | 79–92 | 77–82 | —     |

### Gruppo D
| Pos | Squadra      | G | V | P | PF  | PS  | DP  | Pt | Qualificazione                  |  | RES   | FUE   | CAP   |
| --- | ------------ | - | - | - | --- | --- | --- | -- | ------------------------------- |  | ----- | ----- | ----- |
| 1   | Real Estelí  | 4 | 4 | 0 | 381 | 331 | +50 | 8  | Qualificate ai quarti di finale |  | —     | 90–65 | 99–85 |
| 2   | Fuerza Regia | 4 | 1 | 3 | 327 | 348 | −21 | 5  | Qualificate ai quarti di finale |  | 92–97 | —     | 77–64 |
| 3   | Capitanes    | 4 | 1 | 3 | 335 | 364 | −29 | 5  |                                 |  | 89–95 | 97–93 | —     |

Note
1. 1 2  Somma punteggi scontri diretti: Fuerza Regia 170–161 Capitanes

## Playoff
|  | Quarti di finale | Quarti di finale | Quarti di finale | Quarti di finale | Quarti di finale |  |  | Semifinali  | Semifinali  | Semifinali | Semifinali | Semifinali |  |  | Finale | Finale | Finale |  |
|  |                  |                  |                  |                  |                  |  |  |             |             |            |            |            |  |  |        |        |        |  |
|  | 1B               | Quimsa           | Quimsa           | 90               | 96               |  |  |             |             |            |            |            |  |  |        |        |        |  |
|  | 2A               | Mogi das Cruzes  | Mogi das Cruzes  | 84               | 83               |  |  | Quimsa      | Quimsa      | 91         | 87         | 110        |  |  |        |        |        |  |
|  | 1A               | San Lorenzo      | 59               | 91               | 75               |  |  | San Lorenzo | San Lorenzo | 84         | 100        | 97         |  |  |        |        |        |  |
|  | 2B               | Franca           | 75               | 76               | 73               |  |  |             |             |            |            |            |  |  | Quimsa | Quimsa | 92     |  |
|  | 1C               | Flamengo         | Flamengo         | 90               | 103              |  |  |             |             | Flamengo   | Flamengo   | 86         |  |  |        |        |        |  |
|  | 2D               | Fuerza Regia     | Fuerza Regia     | 67               | 76               |  |  | Flamengo    | Flamengo    | Flamengo   | 63         | 66         |  |  |        |        |        |  |
|  | 1D               | Real Estelí      | 80               | 87               | 85               |  |  | Instituto   | Instituto   | Instituto  | 54         | 64         |  |  |        |        |        |  |
|  | 2C               | Instituto        | 88               | 85               | 90               |  |  |             |             |            |            |            |  |  |        |        |        |  |

La squadra con il miglior ranking gioca in casa gara 2 e gara 3.

### Quarti di finale
| Squadra 1   | Totale | Squadra 2       | Gara 1  | Gara 2   | Gara 3  |
| ----------- | ------ | --------------- | ------- | -------- | ------- |
| San Lorenzo | 2 – 1  | Franca          | 59 – 75 | 91 – 76  | 75 – 73 |
| Quimsa      | 2 – 0  | Mogi das Cruzes | 90 – 84 | 96 – 83  | –       |
| Flamengo    | 2 – 0  | Fuerza Regia    | 90 – 67 | 103 – 76 | –       |
| Real Estelí | 1 – 2  | IACC Córdoba    | 80 – 88 | 87 – 85  | 85 – 90 |

#### San Lorenzo - Franca
| Arbitri: | Roberto Vázquez Carlos Andrés Peralta Ortega Gonzalo Salgueiro Marti |

|                 |            |                     |
| Hettsheimeir 19 | Punti      | 12 Batista          |
| Neto 8          | Assist     | 2 Batista, González |
| Hettsheimeir 9  | Rimbalzi   | 8 Batista, Tucker   |
| Hélio Rubens    | Allenatori | Facundo Muller      |

| Arbitri: | Andres Bartel Jesed Diaz Sebastian Negron |

|                                   |            |              |
| Tucker 15                         | Punti      | 16 Jackson   |
| González, Mata, Tucker, Vildoza 3 | Assist     | 5 Neto       |
| Batista 7                         | Rimbalzi   | 10 Hubner    |
| Facundo Muller                    | Allenatori | Hélio Rubens |

| Arbitri: | Andres Bartel Daniel Garcia Alexis Mercado Pacheco |

|                             |            |                 |
| González 20                 | Punti      | 19 Dias         |
| Aguirre, González, Piñero 3 | Assist     | 6 Neto          |
| Mata 7                      | Rimbalzi   | 7 Dias, Jackson |
| Facundo Muller              | Allenatori | Hélio Rubens    |

#### Quimsa - Mogi das Cruzes
| Arbitri: | Andres Bartel Daniel Garcia Kristian Páez Arteaga |

|              |            |                             |
| Fuzaro 26    | Punti      | 23 Robinson                 |
| Goés 6       | Assist     | 9 Brussino                  |
| De Souza 13  | Rimbalzi   | 7 Brussino, Ravenel, Romero |
| Jorge Guerra | Allenatori | Sebastian Gonzalez          |

| Arbitri: | Rodrigo Leon Mejia Mesa Carlos Andrés Peralta Ortega Gonzalo Salgueiro Martí |

|                    |            |                  |
| Gramajo 15         | Punti      | 22 Fuzaro        |
| Robinson 11        | Assist     | 4 Fúlvio, Fuzaro |
| Robinson 7         | Rimbalzi   | 9 De Souza       |
| Sebastian Gonzalez | Allenatori | Jorge Guerra     |

#### Flamengo - Fuerza Regia
| Arbitri: | Julio Anaya Alexis Mercado Pacheco José Fernández |

|                         |            |                  |
| Gutiérrez, Lizarraga 11 | Punti      | 20 Vargas        |
| Rodriguez Carrazco 9    | Assist     | 8 Balbi          |
| Gutiérrez 8             | Rimbalzi   | 9 Olivinha       |
| Sergio Molina           | Allenatori | Gustavo de Conti |

| Arbitri: | Fabricio Vito Leandro Lezcano Franco Ronconi |

|                  |            |               |
| Sousa 18         | Punti      | 30 Lizarraga  |
| Balbi 12         | Assist     | 4 Zesati      |
| Olivinha 13      | Rimbalzi   | 10 Gutiérrez  |
| Gustavo de Conti | Allenatori | Sergio Molina |

#### Real Estelí - IACC Córdoba
| Arbitri: | Benito Marcos Andreia Silva Fernando Aparecido Cavalcante Leite |

|                    |            |                   |
| Cuello 28          | Punti      | 32 De Jesús       |
| Whelan 8           | Assist     | 2 Cacho, De Jesús |
| Clancy, Espinoza 9 | Rimbalzi   | 13 Lopez          |
| Sebastián Ginóbili | Allenatori | David Rosario     |

| Arbitri: | Cristiano Maranho Julio Anaya Carlos Andres Londoño Velez |

|               |            |                    |
| De Jesús 27   | Punti      | 27 Davis           |
| De Jesús 4    | Assist     | 4 Davis            |
| Gastón 12     | Rimbalzi   | 7 Espinoza         |
| David Rosario | Allenatori | Sebastián Ginóbili |

| Arbitri: | Cristiano Maranho Roberto Emilio Mota Inoa Mauricio Chinchilla Picado |

|               |            |                         |
| De Jesús 23   | Punti      | 22 Davis                |
| De Jesús 5    | Assist     | 4 Cuello                |
| Lopez 11      | Rimbalzi   | 5 Clancy, Davis, Romano |
| David Rosario | Allenatori | Sebastián Ginóbili      |

### Semifinali
| Squadra 1 | Totale | Squadra 2    | Gara 1 | Gara 2 | Gara 3 |
| --------- | ------ | ------------ | ------ | ------ | ------ |
| Quimsa    | 2 – 1  | San Lorenzo  | 91–84  | 87–100 | 100–97 |
| Flamengo  | 2 – 0  | IACC Córdoba | 63–54  | 66–64  | –      |

#### Quimsa - San Lorenzo
| Arbitri: | Cristiano Maranho Fabricio Vito Leandro Lezcano |

|                              |            |                                   |
| Tucker 19 Vildoza 16 Mata 12 | Punti      | 25 Robinson 20 Romero 15 Cosolito |
| Aguirre 5                    | Assist     | 5 Cosolito                        |
| Batista 7                    | Rimbalzi   | 10 Robinson                       |
| Néstor García                | Allenatori | Sebastián González                |

| Arbitri: | Juan Fernández Andres Bartel Danilo Ariel Molina |

|                                    |            |                                           |
| Robinson 21 Ravenel 16 Brussino 14 | Punti      | 21 Tucker 20 Piñero 14 González, Williams |
| Gramajo 5                          | Assist     | 6 Vildoza                                 |
| Copello, Romero 4                  | Rimbalzi   | 9 Williams                                |
| Sebastián González                 | Allenatori | Néstor García                             |

| Arbitri: | Fabricio Vito Juan Fernández Leandro Lezcano |

|                                           |            |                                               |
| Baralle, Ramírez 22 Gaskins 18 Simpson 14 | Punti      | 22 Vildoza 21 Fjellerup 12 Maldonado, Montero |
| Cosolito, Ramírez 4                       | Assist     | 6 Vildoza                                     |
| Cosolito, Simpson 7                       | Rimbalzi   | 11 Montero                                    |
| Sebastián González                        | Allenatori | Silvio Santander                              |

#### Flamengo - IACC Córdoba
| Arbitri: | Andres Bartel Carlos Andrés Peralta Ortega Felipe Guillermo Valenzuela Barrera |

|                              |            |                                   |
| Whelan 18 Romano 13 Jordan 9 | Punti      | 20 Olivinha 15 Marquinhos 6 Ramos |
| Whelan 3                     | Assist     | 6 Balbi                           |
| Espinoza, Jordan 3           | Rimbalzi   | 10 Olivinha                       |
| Sebastián Ginóbili           | Allenatori | Gustavo de Conti                  |

| Arbitri: | Rodrigo León Mejía Mesa Gonzalo Salgueiro Martí Carlos Andrés Peralta Ortega |

|                                     |            |                              |
| Olivinha 20 Marquinhos 18 Mineiro 8 | Punti      | 18 Scala 13 Cuello 10 Jordan |
| Balbi, Mineiro, Ramos 2             | Assist     | 4 Cuello, Whelan             |
| Olivinha 7                          | Rimbalzi   | 10 Espinoza                  |
| Gustavo de Conti                    | Allenatori | Sebastián Ginóbili           |

### Finale
| Arbitri: | Andrés Maina Gonzalo Salgueiro Carlos Peralta Ortega |

|                                   |            |                                    |
| Robinson 26 Simpson 17 Copello 11 | Punti      | 20 Marquinhos 16 González 14 Balbi |
| Copello, Ramírez 3                | Assist     | 5 Balbi                            |
| Ramírez 8                         | Rimbalzi   | 6 Balbi, Hettsheimeir, Olivinha    |
| Sebastián González                | Allenatori | Gustavo de Conti                   |

| Quintetto titolare | Quintetto titolare | Quintetto titolare | Pt   | Rim  | Ass  |
| ------------------ | ------------------ | ------------------ | ---- | ---- | ---- |
| P                  | 2                  | Trevor Gaskins     | 8    | 1    | 2    |
| P                  | 10                 | Nicolas Copello    | 11   | 6    | 3    |
| A                  | 30                 | Mauro Cosolito     | 2    | 3    | 1    |
| AG                 | 20                 | Diamon Simpson     | 17   | 6    | 0    |
| AG                 | 33                 | Fabián Ramírez     | 9    | 8    | 3    |
| Panchina:          |                    |                    |      |      |      |
| AP                 | 00                 | Emiliano Torette   | 0    | 0    | 0    |
| G                  | 5                  | Pablo Gramajo      | 5    | 4    | 0    |
| G                  | 9                  | Franco Baralle     | 9    | 1    | 0    |
| A                  | 15                 | Brandon Robinson   | 26   | 5    | 2    |
| C                  | 17                 | Lucio Longoni      | n.e. | n.e. | n.e. |
| C                  | 32                 | Anthony Kent       | 5    | 7    | 0    |
| C                  | 34                 | Bryan Carabali     | n.e. | n.e. | n.e. |
| Allenatore:        |                    |                    |      |      |      |
| Sebastián González |                    |                    |      |      |      |

| Quimsa |  | Flamengo |

| Quimsa        | Statistiche        | Flamengo      |
| ------------- | ------------------ | ------------- |
|               | Statistiche        |               |
| 24/39 (61.5%) | Tiro da 2          | 17/38 (44.7%) |
| 8/23 (34.8%)  | Tiro da 3          | 13/32 (40.6%) |
| 20/30 (66.7%) | Tiri liberi        | 13/19 (68.4%) |
| 13            | Rimbalzi offensivi | 9             |
| 34            | Rimbalzi difensivi | 24            |
| 47            | Rimbalzi totali    | 33            |
| 11            | Assist             | 15            |
| 13            | Palle perse        | 5             |
| 3             | Palle rubate       | 4             |
| 3             | Stoppate           | 1             |
| 21            | Falli              | 25            |

| Quintetto titolare | Quintetto titolare | Quintetto titolare           | Pt   | Rim  | Ass  |
| ------------------ | ------------------ | ---------------------------- | ---- | ---- | ---- |
| P                  | 6                  | Franco Balbi                 | 14   | 6    | 5    |
| G                  | 8                  | Luciano González             | 16   | 1    | 2    |
| A                  | 11                 | Marquinhos                   | 20   | 3    | 1    |
| A                  | 16                 | Olivinha                     | 7    | 6    | 2    |
| AC                 | 12                 | Mineiro                      | 8    | 1    | 0    |
| Panchina:          |                    |                              |      |      |      |
| G                  | 1                  | Pedro Nunes                  | 0    | 0    | 0    |
| P                  | 2                  | Yago Mateus                  | 7    | 3    | 1    |
| A                  | 7                  | Jhonatan Dos Santos          | 1    | 2    | 1    |
| AC                 | 20                 | Rafael Rachel de Souza Silva | n.e. | n.e. | n.e. |
| C                  | 30                 | Rafael Hettsheimeir          | 13   | 6    | 3    |
| AG                 | 71                 | Leonardo Demétrio            | 0    | 1    | 0    |
| C                  | 88                 | Douglas Tuchtenhagen Kurtz   | n.e. | n.e. | n.e. |
| Allenatore:        |                    |                              |      |      |      |
| Gustavo de Conti   |                    |                              |      |      |      |

## Statistiche

### Statistiche individuali
| Categoria      | Giocatore          | Squadra         | Media | Partite | Totale |
| -------------- | ------------------ | --------------- | ----- | ------- | ------ |
| Punti          | Brandon Robinson   | Quimsa          | 20.78 | 9       | 187    |
| Punti          | Dwayne Davis       | IACC Córdoba    | 23.0  | 7       | 161    |
| Rimbalzi       | Alexandre De Souza | Mogi das Cruzes | 8.8   | 5       | 44     |
| Assist         | Franco Balbi       | Flamengo        | 6.4   | 7       | 64     |
| Stoppate       | Bartel Lopez       | Real Estelí     | 1.9   | 7       | 16     |
| Palle rubate   | Juan Brussino      | Quimsa          | 2.0   | 7       | 14     |
| % dal campo    | Ismael Romero      | Quimsa          | 65.2% | 7       | 43/66  |
| % tiro da 3    | David Jackson      | Franca          | 57.6% | 7       | 19/33  |
| % tiri liberi  | Juan Brussino      | Quimsa          | 85.7% | 7       | 18/21  |
| Triple segnate | Dwayne Davis       | IACC Córdoba    | 4.1   | 7       | 29     |

Fonte: (EN) Players Statistics, in FIBA.

### Statistiche di squadra
| Categoria      | Squadra      | Media | Partite | Totale  |
| -------------- | ------------ | ----- | ------- | ------- |
| Punti          | Quimsa       | 94.0  | 9       | 846     |
| Rimbalzi       | Real Estelí  | 46.1  | 7       | 323     |
| Assist         | Flamengo     | 19.6  | 7       | 137     |
| Stoppate       | Real Estelí  | 4.0   | 7       | 28      |
| Palle rubate   | Quimsa       | 8.7   | 9       | 78      |
| % dal campo    | Real Estelí  | 50.4% | 7       | 236/468 |
| % tiro da 3    | IACC Córdoba | 40.7% | 7       | 85/209  |
| % tiri liberi  | Franca       | 77.9% | 7       | 74/95   |
| Triple segnate | IACC Córdoba | 12.1  | 7       | 85      |

Fonte: (EN) Team Statistics, in FIBA.